# Walton Peak
Der Walton Peak ist ein 825 m hoher und spitzer Berg an der Fallières-Küste des Grahamlands im Norden der Antarktischen Halbinsel. Er ragt 3 km nördlich des Mount Rhamnus auf und ist Teil eines unregelmäßig geformten Gebirgskamms, der den Northeast-Gletscher vom Neny-Fjord trennt.
Erste Vermessungen des Berges nahmen Teilnehmer der British Graham Land Expedition (1934–1937) unter der Leitung des australischen Polarforschers John Rymill im Jahr 1936 vor. Weitere Vermessungen erfolgen 1946 und 1948 durch den Falkland Islands Dependencies Survey (FIDS). Namensgeber ist der Ingenieur Eric William Kevin Walton (1918–2009), der für den FIDS in den Jahren 1946 und 1947 auf Stonington Island tätig war und 1946 den Geodäten John Eliot Tonkin (1921–1996) aus einer Gletscherspalte im Northeast-Gletscher gerettet hatte.